# Britholita-(Y)
La britholita-(Y) és un mineral de la classe dels silicats, que pertany al grup de la britholita. Va ser descrita primer com abukumalita, trobada a la pegmatita Suishoyama, a la prefectura de Fukushima, al Japó. Posteriorment es va canviar el nom a l'actual com a part dels canvis en la nomenclatura dels minerals de terres rares.

## Característiques
La britholita-(Y) és un silicat de fórmula química (Y,Ca)₅(SiO₄)₃(OH). Cristal·litza en el sistema hexagonal. La seva duresa a l'escala de Mohs és 5.
Segons la classificació de Nickel-Strunz, la britholita-(Y) pertany a «9.AH - Nesosilicats amb CO₃, SO₄, PO₄, etc.» juntament amb els següents minerals: iimoriïta-(Y), tundrita-(Ce), tundrita-(Nd), spurrita, ternesita, britholita-(Ce), el·lestadita-(Cl), fluorbritholita-(Ce), fluorel·lestadita, hidroxilel·lestadita, mattheddleïta, tritomita-(Ce), tritomita-(Y), fluorcalciobritholita i fluorbritholita-(Y).

## Formació i jaciments
Va ser descoberta al massís d'Abukuma i a la pegmatita Suishoyama, a la prefectura de Fukushima, al Japó. També ha estat descrita en altres indrets del planeta però els jaciments on s'hi pot trobar són escassos.